# ルワンダ愛国戦線
ルワンダ愛国戦線（ルワンダあいこくせんせん、英語: Rwandan Patriotic Front, RPF, フランス語: Front patriotique rwandais, FPR）は、1987年、ウガンダに逃れたツチ系難民によって設立されたルワンダの旧反政府勢力。現在のルワンダ政府はルワンダ愛国戦線と他の政党（キリスト教民主党、イスラム民主党など）との連立政権である。

## 背景
1959年、グレゴワール・カイバンダの主導でツチによる君主制が覆り、報復を恐れたツチはウガンダに逃げ始めた。この動きは1962年のベルギーからの独立前後も続いた。この時期に5万から7万人のツチが難民となってルワンダから流出したが、ツチに対する暴力行為は断続的に続き、1990年にはツチ系難民の数は20万人まで膨れ上がった。その中で国際連合難民高等弁務官事務所 (UNHCR) に難民登録した者は8万2千しかいなかった。
ウガンダは当時、難民に対して厳しい法律のある国であった。難民たちは難民キャンプに閉じ込められ、難民の両親から生まれた子供たちは、ウガンダ生まれであっても難民という立場が引き継がれた。難民の数が増えるにつれ、当初定められていたキャンプの境界から人々があふれた。難民という立場で1つの恩恵があるとすれば、子供たちが国際連合の援助を受けられることであった。特にUNHCRの奨学金により、多くの若者たちがキャンプを出、優秀な人材となってウガンダやその他の国で仕事を見つけた。その結果として成功したツチがウガンダの社会に増えるにつれ、ツチをウガンダの脅威とみて民族差別が起こるようにもなっていった。
1960年代後半の政治危機の間、ミルトン・オボテ政権は外国人難民管理法を施行した。この法律は、ルワンダ人（バニャルワンダ）を任意に拘束できると定めるものであった。1969年、オボテはすべての「技能を持たない外国人」を政府関連の仕事から排除するように命令し、数千のルワンダ人が影響を受けた。バニャルワンダとはルワンダ語を話す人々の総称であり、これには1920年代にルワンダ南部から労働者として移住したフツや、近年に難民として流れ込んだツチが含まれた。オボテはまた、バニャルワンダに対する人口調査を命じ、いかなる政治的影響力をも持たないようにした。この調査は1971年、イディ・アミンによるクーデターによって中断された。バニャルワンダの中からウガンダの治安部隊に参加する者もいたが、対照的にタンザニアで集められた反アミン勢力に参加する者もいた。その中には、ヨウェリ・ムセベニと救国戦線 (Front for National Salvation) に参加したフレッド・ルウィゲマ (Fred Rwigema) がいた。

## RANU
1979年のアミンの失脚の後、ツチの知識階級の難民たちは初めての政治的難民団体、国民統一ルワンダ人同盟 (Rwandese Alliance for National Unity, RANU) を設立、ルワンダへの帰還を話し合うようになる。RANUは当初は知的協議のためのものであったが、オボテが1980年の不正な選挙で大統領に再任した後、多くのツチ難民はウガンダ・ブッシュ戦争においてムセベニ側について戦うなど、急進的になっていく。結果、オボテは国民抵抗軍 (NRA) がバニャルワンダで構成されていると非難した。1982年、全てのツチ難民をキャンプに押し込めようとする計画が失敗し、4万人の難民がルワンダに戻った。しかしルワンダ側はその中の4千人だけがルワンダ人であるとし、一方ウガンダ側は1万人だけの受け入れを認めた。結果として残った3万5千人は法的に曖昧なまま何年もの間国境付近に留め置かれ、多くの若者たちがNRAに参加した。
1981年、カバンバのウガンダ軍兵営を急襲してゲリラ戦を始めたNRAの27名のメンバーのうち、2人がツチであった。その2人はフレッド・ルウィゲマとポール・カガメである。2人はカフンゲの難民キャンプで共に育ち、RANUのアクティブなメンバーであった。1986年、勝利を収めた NRAがカンパラへ入った際、戦闘員の約1/4にあたる16000名がバニャルワンダであり、ルウィゲマは副司令官であった。ムセベニ政権樹立後、ルウィゲマ は国防副大臣兼軍副総司令官に任命され、実質ムセベニに次ぐ地位に就いた。カガメは軍情報部の長官に任命された。ピーター・バインガナはNRAの医療サービス部門の長に、クリス・ブニェニェジは306旅団の司令官に任命されるなど、他のツチ系難民も高い地位に就いた。ツチがNRAの中で多くの主要な位置を占めた理由は、早い時期から彼らが抵抗軍に参加しており、経験が豊富だというものであった。
この戦いにおけるバニャルワンダの貢献は新政府に認められた。ムセベニが政権を取った6ヵ月後、10年以上ウガンダに住んでいるバニャルワンダには市民権が与えられると宣言した。1987年12月、RANUはカンパラで7回目の総会を開き、その名前をルワンダ愛国戦線 (RPF)と変えた。新しいRPFはバニャルワンダの退役軍人で占められており、RANUよりもずっと軍事的であった。

## ルワンダ内戦

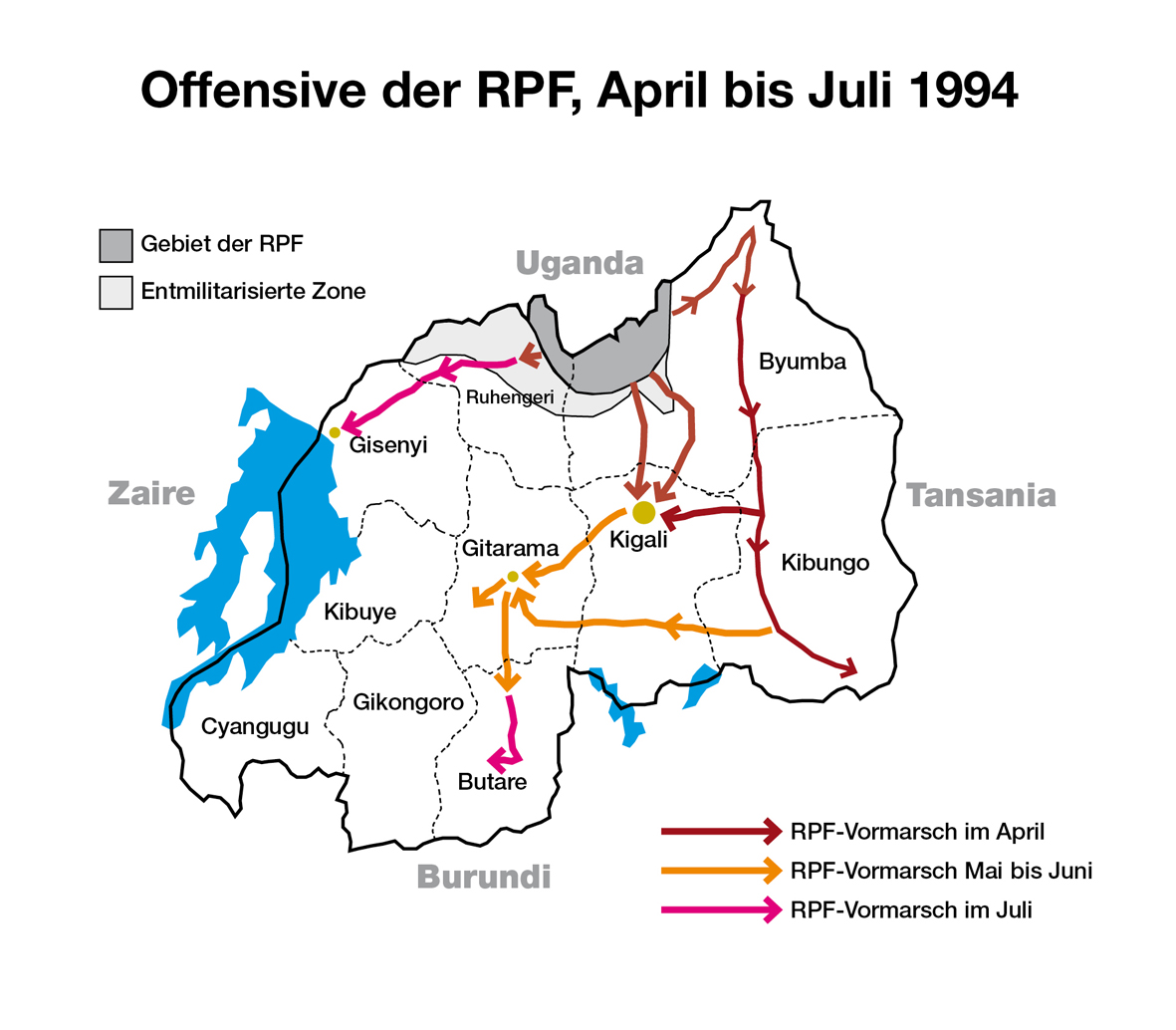
RPFの1994年の進攻経路→ 4月→ 5,6月→ 7月

→ 4月
→ 5,6月
→ 7月

## 脚註
1. ↑  Mahmood Mamdani, When Victims Become Killers: Colonialism, Nativism, and the Genocide in Rwanda, Princeton University Press, 2001, ISBN 0-691-10280-5, p. 164
2. ↑  Mamdani 2001, pp. 165-166
3. ↑  Mamdani 2001, pp. 166-168
4. ↑  Mamdani 2001, pp. 168-169
5. 1 2  Mamdani 2001, pp. 172-173
6. ↑  Alan J. Kuperman, The limits of humanitarian intervention. Genocide in Rwanda, Brookings Institution Press, Washington, DC 2001, ISBN 0-8157-0086-5, p.43